# Globus (svijet)
Globus je trodimenzionalni kartografski prikaz Zemlje, nekog svemirskog tijela ili prividne nebeske sfere na umanjenom modelu u obliku sfere (kugle).

## Vanjske poveznice
- Interaktivni 3D Globus